# Saison 3 de Face Off
Vous venez d’apposer le modèle de débat d'admissibilité.
Avant toute chose, veuillez créer la page de débat correspondante en cliquant ici.
- Une fois la page de vote initialisée, rafraîchissez cette page, et le bandeau prendra son aspect définitif.
- Si votre débat d'admissibilité est groupé (le motif et l’argumentation doivent être les mêmes), modifiez cette page pour ajouter au modèle le paramètre « cat » suivi du nom de la page de discussion de l’article pour lequel la page de débat existe déjà (ex. : cat=Discussion:Nom_de_l'autre_article). Ensuite, suivez les nouvelles instructions qui apparaissent.
- Vous pouvez également utiliser le paramètre « type » pour faciliter l’accès aux critères d’admissibilité. Exemple : {{suppression|type=mot-clé}}. Liste des mots-clés existants : fiction, musique, art visuel, fanzine, jeu de société, porno, sportif, association, enseignement, société, site web, route, nombre, (Liste complète ici).

| 1. | Créez la page de débat d'admissibilité.                                                                      | Sauvegardez d’abord la page pour l’initialiser puis indiquez votre motivation.              |
| 2. | Important : ajoutez une entrée dans la section Débat d'admissibilité du jour.                                | Utilisez ce texte : *{{L\|Saison 3 de Face Off}}                                            |
| 3. | Pensez à informer les contributeurs principaux de la page et les projets associés lorsque cela est possible. | Utilisez ce texte : {{subst:Avertissement débat d'admissibilité\|Saison 3 de Face Off}}~~~~ |

Vous pouvez aider à l'améliorer ou bien discuter des problèmes sur sa page de discussion.
- Il n'est pas vérifiable et peut contenir des informations totalement erronées. Il est fortement conseillé aux contributeurs d'étayer son contenu par des sources fiables. Sans cela, sa suppression pourrait être envisagée. (si vous venez d'apposer le bandeau, veuillez cliquer sur ce lien pour créer la discussion et en afficher les indications). (Marqué depuis janvier 2025)
- Il peut contenir un travail inédit ou des déclarations non vérifiées. Vous pouvez l’améliorer en ajoutant des références. (Marqué depuis janvier 2025)

- Archive Wikiwix
- Bing
- Cairn
- DuckDuckGo
- E. Universalis
- Gallica
- Google
- G. Books
- G. News
- G. Scholar
- Persée
- Qwant
- (zh) Baidu
- (ru) Yandex
- (wd) trouver des œuvres sur Wikidata

Vous pouvez aider à l'améliorer ou bien discuter des problèmes sur sa page de discussion.
- Il ne cite pas suffisamment ses sources. Vous pouvez indiquer les passages à sourcer avec {{référence nécessaire}} ou {{Référence souhaitée}}, et inclure les références utiles en les liant aux notes de bas de page. (Marqué depuis janvier 2025)
- Son texte doit être wikifié : il ne correspond pas à la mise en forme Wikipédia (style, typographie, liens internes, liens entre les wikis, etc.). (Marqué depuis janvier 2025)

- Archive Wikiwix
- Bing
- Cairn
- DuckDuckGo
- E. Universalis
- Gallica
- Google
- G. Books
- G. News
- G. Scholar
- Persée
- Qwant
- (zh) Baidu
- (ru) Yandex
- (wd) trouver des œuvres sur Wikidata

La troisième saison de Face Off a été diffusée sur Syfy du 21 août 2012 jusqu'au 31 octobre 2012, et est à nouveau été présentée par McKenzie Westmore (en). Durant cette saison, 12 candidats ont été sélectionnés pour 12 semaines de compétition.
Cette édition a été remportée par Nicole Chilelli. Les juges étaient Ve Neill, Glenn Hetrick, Neville Page et Patrick Tatopoulos (épisodes 1 et 12).

## Candidats de la saison
- Joe Castro, 41 ans
- Carpucine "C.C." Childs, 30 ans
- Nicole Chilelli, 28 ans
- Derek Garcia, 32 ans
- Eric Garcia, 32 ans
- Rod Maxwell, 47 ans
- Jason Milani, 25 ans
- Sarah Elizabeth Miller, 29 ans
- Thomas "Tommy" Pietch, 27 ans
- Alana Rose Schiro, 21 ans
- Laura Tyler, 28 ans
- Roy Wooley, 46 ans

## Suivi des candidats
| Candidat | Épisode     | Épisode  | Épisode | Épisode  | Épisode  | Épisode | Épisode  | Épisode  | Épisode  | Épisode  | Épisode   |  |
| Candidat | 1           | 2        | 3       | 4        | 5        | 6       | 7        | 8        | 9        | 10       | 11/12     |  |
| -------- | ----------- | -------- | ------- | -------- | -------- | ------- | -------- | -------- | -------- | -------- | --------- |  |
| Nicole   |             |          |         | ÉLIMINÉE |          |         | ‡        | GAGNANTE | GAGNANTE |          | VAINQUEUR |  |
| Laura    |             |          |         |          |          |         | GAGNANTE |          |          | GAGNANTE | FINALISTE |  |
| Derek    |             |          | GAGNANT |          |          | GAGNANT |          |          |          |          | FINALISTE |  |
| Roy      |             |          |         | GAGNANT  |          | ‡       |          |          |          | ÉLIMINÉ  |           |  |
| Sarah    |             | GAGNANTE |         |          |          |         |          |          | ÉLIMINÉE |          |           |  |
| Alana    |             |          |         |          | GAGNANTE |         |          | ÉLIMINÉE |          |          |           |  |
| Rod      | GAGNANT     |          |         |          |          |         | ÉLIMINÉ  |          |          |          |           |  |
| Tommy    |             |          |         |          |          | ÉLIMINÉ |          |          |          |          |           |  |
| Jason    |             |          |         | ‡        | ÉLIMINÉ  |         |          |          |          |          |           |  |
| Eric     | ‡           |          | ÉLIMINÉ |          |          |         |          |          |          |          |           |  |
| C.C.     |             | ÉLIMINÉE |         |          |          |         |          |          |          |          |           |  |
| Joe      | DISQUALIFIÉ |          |         |          |          |         |          |          |          |          |           |  |

 Le candidat a remporté Face Off.
 Le candidat faisait partie des finalistes.
 Le candidat a remporté le Spotlight Challenge.
 Le candidat faisait partie de l'équipe ayant remporté le Spotlight Challenge.
 Le candidat était premier de son équipe lors du Spotlight Challenge.
 Le candidat faisait partie des moins bons lors du Spotlight Challenge.
 Le candidat a été éliminé.
 Le candidat a été disqualifié.
 Le candidat a réintégré la compétition.
‡ Le candidat a remporté le Foundation Challenge.

## Épisodes
| #  | Titre français                | Titre original              | Date de diffusion | Taux sur les 18-49 ans | Audience US (en millions) | Source |
| -- | ----------------------------- | --------------------------- | ----------------- | ---------------------- | ------------------------- | ------ |
| 1  | Que la force soit avec vous ! | A Force to Be Reckoned With | 21 août 2012      | 0.8                    | 1.837                     | [ 2 ]  |
| 2  | Coffre au trésor              | Pirate Treasure             | 28 août 2012      | 0.7                    | 1.583                     | [ 3 ]  |
| 3  | L'année du dragon             | Year of the Dragon          | 4 septembre 2012  | 0.8                    | 1.759                     | [ 4 ]  |
| 4  | Alice au pays des zombies     | Alice in Zombieland         | 11 septembre 2012 | 0.7                    | 1.410                     | [ 5 ]  |
| 5  | Cylindrées et super-héros     | Supermobile                 | 18 septembre 2012 | 0.9                    | 1.799                     |        |
| 6  | Proportions exagérées         | Dishonorable Proportions    | 25 septembre 2012 | 0.7                    | 1.491                     |        |
| 7  | Rebondissement monstrueux     | Monster Twist               | 2 octobre 2012    | 0.8                    | 1.668                     |        |
| 8  | Les créatures du Dr Seuss     | Who's the New Who?          | 9 octobre 2012    | 0.8                    | 1.799                     |        |
| 9  | Cyborg recyclé                | Junkyard Cyborg             | 16 octobre 2012   | 0.9                    | 1.792                     |        |
| 10 | Scène de crime                | Scene of the Crime          | 23 octobre 2012   | 0.8                    | 1.715                     |        |
| 11 | Ennemis immortels             | Immortal Enemies            | 30 octobre 2012   | 1.0                    | 2.096                     |        |
| 12 | Les résultats                 | Live Finale                 | 31 octobre 2012   | 0.8                    | 1.613                     |        |